# Arno Kröniger
Arno Kröniger (geb. 1939 in Bayreuth) ist ein deutscher Chemiker, Verleger, Schriftsteller und Dichter. Seine literarischen Werke beziehen sich häufig auf die Stadt Bayreuth, zahlreiche seiner Gedichte und Anekdoten sind in der örtlichen Mundart verfasst.
Kröniger besuchte das damals noch Oberrealschule (OR) genannte Graf-Münster-Gymnasium in Bayreuth. Anschließend studierte er organische Chemie an der Friedrich-Alexander-Universität Erlangen-Nürnberg und schloss das Studium mit Diplom und Promotion ab. Seine Forschungsarbeiten über Spirane (Oligozyklische Kohlenwasserstoffe mit jeweils einem gemeinsamen Kohlenstoffatom) und Propellane (Trizyklische Kohlenwasserstoffe mit jeweils zwei gemeinsamen Kohlenstoffatomen) publizierte er mit seinem Doktorvater Emil Buchta. Im Zuge dieser Arbeiten konnten auch Zyklodecan- und Zyklododecan-Kohlenwasserstoffringe in relativ guter Ausbeute gewonnen werden, da jeweils vier Methylengruppen die sterisch günstigste Konformation schufen. In den USA (University of Nebraska) forschte er mit D.M.S. Wheeler an Terpenen.
Im Rahmen seiner beruflichen Tätigkeit in der Pharmaindustrie (Hoechst A.G., Beringwerke Marburg) publizierte er mit Rudolf Egbring (Medizinische Klinik, Universität Marburg) mehrere Arbeiten über den Gerinnungsfaktor XIII.
Er war Mitglied der Faustballmannschaft der Bayreuther Turnerschaft und 1963 mit der Mannschaft der Universität Erlangen-Nürnberg deutscher Hochschulmeister im Faustball.

## Werke
- Der Bareitha. Akron, Bayreuth 1996.
- Bareitha Weihnocht. Akron, Bayreuth 1997.
- Bareitha Schnitzla. Akron, Bayreuth 1998.
- Bareitha MundArt Lyrik. Akron, Bayreuth 1999.
- Bareitha Gwärch. Akron, Bayreuth 2000.
- mit Wilhelm Rauh: Du liebes Bayreuth. Akron, Bayreuth 2002, ISBN 3-9808215-0-1.
- Die Zeit der Fähren, Ausblick und andere Gedichte. Akron, Bayreuth 2003, ISBN 3-9808215-1-X.
- Lieder von der Reise. Akron, Bayreuth 2003, ISBN 3-9808215-2-8.
- Who the Hell ist Herta? oder Der Untergang des Abendlandes. Akron, Bayreuth 2003, ISBN 3-9808215-3-6.
- mit Birgit Silvia Köhler: BAYREUTH … freundlich in Deutschlands Mitte liegend. Stadt-Bild, Leipzig 2006, ISBN 978-3-937126-39-5.
- Bareith – wohie ma schaut! Akron, Bayreuth 2007, ISBN 3-9808215-4-4.
- Bareith steht Kupf! Akron, Bayreuth 2011, ISBN 3-9808215-6-0.
- Bei Frauen ist alles. Akron, Bayreuth 2011, ISBN 3-9808215-7-9.
- Lustig lacht da der Blick! Akron, Bayreuth 2013, ISBN 978-3-9808215-8-2.
- Das Neue Schloss der Eremitage – zerstört und vergessen: Eine Suche nach der Welt von Wilhelmine. Akron, Bayreuth 2018, ISBN 978-3-9808215-9-9.
- Von der Obstwiese zum Weltkulturerbe - Stationen der bewegten Geschichte des Markgräflichen Opernhauses. Akron, Bayreuth 2020, ISBN 978-3-9820449-0-3.